# Boykin Spaniel
Descubierto y más tarde desarrollado por cazadores de Carolina del Sur a principios del siglo XX, el boykin spaniel es un perro de tamaño medio de tipo Spaniel, criado para cazar pavos salvajes y patos en la cuenca del río Wateree, en ese mismo estado. Se trata además de la mascota oficial de Carolina del Sur.

## Apariencia
El Boykin Spaniel es solamente un poco más alto que el English Cocker Spaniel, pero mucho más pesado debido a la mayor anchura de su cuerpo. Para los machos la altura a la cruz es de 39,4 a 43,2 cm y su peso entre 13,5 y 18 kg). Las hembras miden 35 - 42 cm y pesan entre 11,4 y 15,9 kg).

## Imágenes

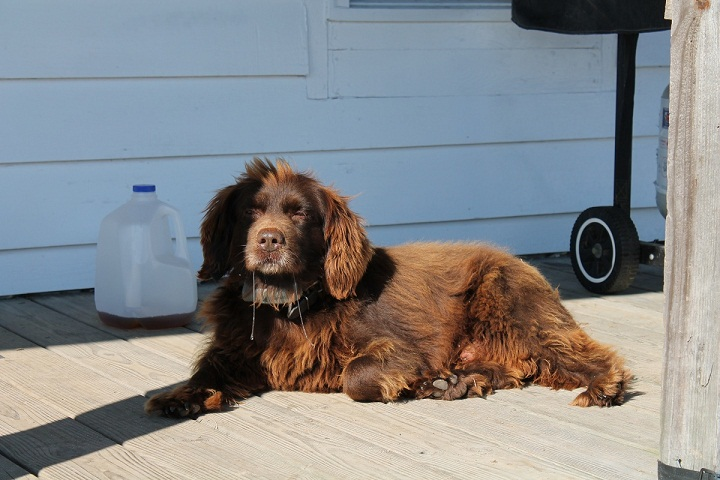
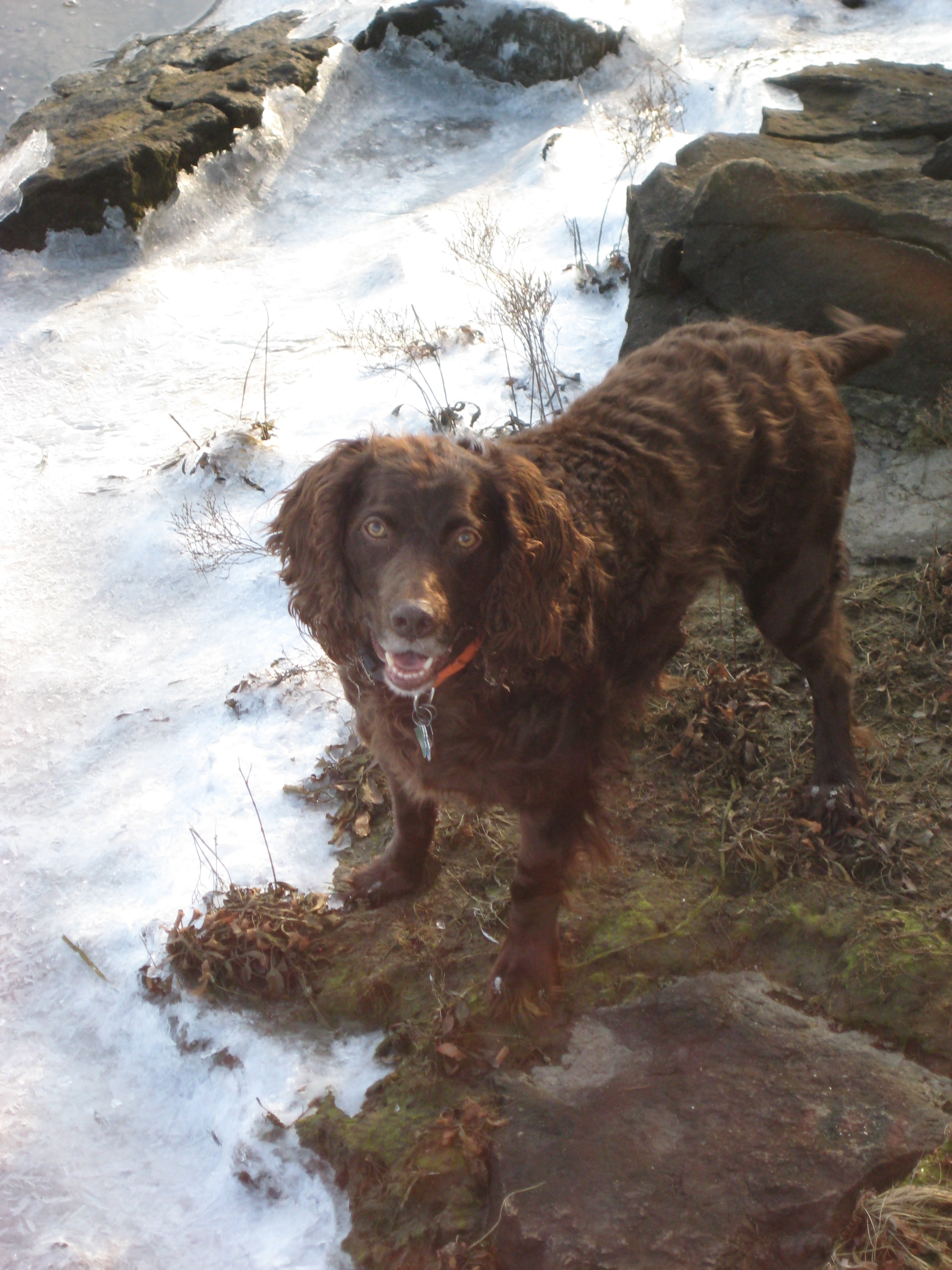
El Boykin Spaniel se adapta a condiciones climáticas variadas